# Magny-les-Hameaux
Magny-les-Hameaux är en kommun i departementet Yvelines i regionen Île-de-France i norra Frankrike. Kommunen ligger i kantonen Chevreuse som tillhör arrondissementet Rambouillet. År 2022 hade Magny-les-Hameaux 9 353 invånare.

## Befolkningsutveckling
Antalet invånare i kommunen Magny-les-Hameaux
| Referens: INSEE |